# Quercus pachyloma
Quercus pachyloma (лат.) — вид деревьев семейства буковых. Распространен в южном Китае и на Тайване.

## Ареал
Этот вид распространен в южном Китае (Фуцзянь, Гуандун, Гуанси-Чжуанский автономный район, Гуйчжоу, Хунань, Цзянси, Юньнань) и Тайване. Произрастает на высоте 200—1000 метров.

## Описание
Невысокое вечнозеленое дерево 12—17 м высотой. Кора серая, гладкая. Ветки покрыты оранжево-коричневыми волосками. Листья продолговатые, овальные. Длина листьев до 14 см. Плоды напоминают желуди: длина 2.5 см, ширина 1.4 см. Период цветения: март.